# Tau2 d'Àries
Tau² d'Àries (τ² Arietis) és una estrella binària de la constel·lació d'Àries. Està aproximadament a 319 anys llum de la Terra.
La component primària, τ² Arietis A, és una gegant taronja del tipus K de la magnitud aparent +5,10. La seva companya, τ² Arietis B, és de la magnitud +8,5, i està a 0,5 segons d'arc de la primària.